# Klostertal
Le Klostertal est une vallée parcourue par l'Alfenz, qui s'étend de l'Arlberg jusqu'à Bludenz, dans l'État du Vorarlberg, en Autriche.
La vallée comprend trois communes : Klösterle am Arlberg, Dalaas et Innerbraz, ainsi que les localités de Bings, Radin et Auβerbraz à Bludenz. Elle a une superficie de 193,6 km2 et héberge 4 684 habitants (2011).

## Géographie
Les communes de la vallée de Klostertal font toutes partie du district de Bludenz :
- Klösterle (altitude : 1 073 m) ;
- Dalaas (altitude : 916 m) ;
- Innerbraz (altitude : 708 m) ;
- Bludenz (altitude : 587 m ; de la ville de Bludenz, seuls les quartiers de Bings, Radin et Außerbraz font géographiquement partie du Klostertal).

Stallehr se trouve également dans le Klostertal, mais appartient politiquement au Montafon.

### Activité sismique
La vallée se trouve dans la zone d'influence de la faille sismique du Spullersee, active à de longs intervalles. Celle-ci a montré une phase d'activité nettement plus élevée au début de l'année 2018, avec un total de 33 séismes enregistrés. Les deux séismes les plus forts, d'une magnitude de 3,9 chacun pour le Vorarlberg et également perçus au Tyrol et en Suisse, ont eu lieu le 17 janvier et le 1er février 2018, avec des épicentres situés respectivement à quelques kilomètres au nord de Wald am Arlberg.

## Histoire

### Implantation dans la vallée
Le tourisme a longtemps été influencé par l’importance du Klostertal comme voie de communication. À cause de la longueur et des difficultés du chemin qui parcourait le Klostertal, les voyageurs étaient obligés d’y passer la nuit. Dès le Moyen Âge, des auberges y voient le jour. Après la construction de la ligne de chemin de fer, à la fin du XIXe siècle, les touristes investissent les lieux. À la même époque, les montagnes s’ouvrent au tourisme. Des refuges de montagne apparaissent.

### Développement du ski
Au début du XXe siècle, le ski a donné naissance à une nouvelle branche du tourisme, dont l'immense importance pour le tourisme alpin et aussi pour le Klostertal se fait encore sentir aujourd'hui. Hannes Schneider, surnommé le pape de l'Arlberg, originaire de Stuben am Arlberg, a été un pionnier du ski et le fondateur de l'« école de l'Arlberg ». Grâce à son école Arlbergschule ou « méthode de l'Arlberg », fondée en 1922, et aux films pédagogiques d'Arnold Fanck, il a propagé le stemmbogen, le « virage chasse-neige », une manière de skier adaptée au terrain alpin, faisant ainsi de la région de l'Arlberg un centre international du ski (voir Thöni, 1990[Quoi ?]). Cela a permis à l'Arlberg d'acquérir une grande notoriété et les vacances d'hiver dans cette région étaient nées.

## Tourisme

### Musée
Il existe un musée du Klostertal. En 2022 y est présentée l'exposition « Sur les montagnes du Klostertal ». Dans cette exposition, l'association du musée Klostertal se consacre aux montagnes de la vallée du Klostertal, à leur exploitation, à leur paysage et à l'histoire de l'alpinisme. Outre la géologie, l'histoire des appellations des sommets et l'exploitation agricole de ces régions sont également décrites précisément.

### Sports
Les sports d'hiver revêtent une grande importance dans le Klostertal. Le plus grand domaine skiable d'Autriche, l'Arlberg, ainsi que le Sonnenkopf, un domaine skiable entièrement constitué de neige naturelle, s'y trouvent. De plus, il y a encore quelques téléskis à Dalaas et Klösterle am Arlberg. Grâce à sa situation et à son altitude, tous les autres sports d'hiver sont possibles, comme le ski de fond, les randonnées en raquettes, le ski de randonnée, la luge ou les randonnées hivernales.
La région de sports d'hiver Ski Arlberg est, selon ses propres dires, « le plus grand domaine skiable d'un seul tenant d'Autriche et le cinquième plus grand du monde ». Les communes de St. Anton, St. Christoph, Stuben, Zürs, Lech et Oberlech ainsi que Schröcken et Warth sont reliées par 88 remontées mécaniques. Il en résulte 305 km de pistes de ski et 200 km de pistes de ski hors-piste. Le domaine skiable dispose en outre de nombreux funparks, de pistes de slalom géant, de speed checks et de pistes de luge. La Run of Fame est un circuit de ski qui mène de St. Anton à Warth en passant par Zürs et Lech, soit 85 kilomètres et 18 000 mètres de dénivelé.
Les parcours de VTT et maintenant de vélo électrique sont nombreux et se déroulent en de nombreux points de la vallée voire au-delà, avec par exemple la boucle Sonnenkopf-Kristberg reliant deux vallées, et proposent par conséquent des paysages très variés. Depuis la vallée du Klostertal, on accède au Sonnenkopf.
La vallée est aussi une partie de l'itinéraire Transalp d'Oberstdorf qui part du lac Garde et passe par étapes dans la partie est du Vorarlberg. Les vététistes arrivent à Warth par le col de Schrofen. Via Lech, Dalaas et Silbertal, ils se rendent au refuge Heilbronner Hütte et continuent vers Galtür.